# West Park (Florida)
West Park ist eine Stadt im Broward County im US-Bundesstaat Florida. Das U.S. Census Bureau hat bei der Volkszählung 2020 eine Einwohnerzahl von 15.130 ermittelt.

## Geographie
West Park befindet sich gut 15 km nördlich von Miami und grenzt im Osten an Pembroke Park, im Norden an Hollywood und im Westen an Miramar. Im Süden grenzt die Stadt an den Miami-Dade County. Das Stadtgebiet wird vom U.S. Highway 441 sowie den Florida State Roads 7 und 858 durchquert bzw. tangiert. Im Westen führt der Florida’s Turnpike und im Osten die Interstate 95 jeweils in Nord-Süd-Richtung nahe am Stadtgebiet vorbei.

## Geschichte
Die Stadt wurde am 1. März 2005 gegründet und ist somit die 31. und jüngste Kommune des Broward County. Sie wurde aus den ehemaligen census-designated places Lake Forest, Carver Ranches, Miami Gardens und Utopia gebildet. Diese hatten laut der Volkszählung 2000 insgesamt 4994, 4299, 2706 bzw. 714 Einwohner.

### Demographische Daten
Laut der Volkszählung 2010 verteilten sich die damaligen 14.156 Einwohner auf 4711 Haushalte. Die Bevölkerungsdichte lag bei 3011,9 Einw./km². 32,8 % der Bevölkerung bezeichneten sich als Weiße, 57,9 % als Afroamerikaner, 0,4 % als Indianer und 1,0 % als Asian Americans. 4,5 % gaben die Angehörigkeit zu einer anderen Ethnie und 3,3 % zu mehreren Ethnien an. 28,9 % der Bevölkerung bestand aus Hispanics oder Latinos.
Im Jahr 2010 lebten in 44,0 % aller Haushalte Kinder unter 18 Jahren sowie 26,1 % aller Haushalte Personen mit mindestens 65 Jahren. 77,0 % der Haushalte waren Familienhaushalte (bestehend aus verheirateten Paaren mit oder ohne Nachkommen bzw. einem Elternteil mit Nachkomme). Die durchschnittliche Größe eines Haushalts lag bei 3,26 Personen und die durchschnittliche Familiengröße bei 3,65 Personen.
30,2 % der Bevölkerung waren jünger als 20 Jahre, 27,4 % waren 20 bis 39 Jahre alt, 27,8 % waren 40 bis 59 Jahre alt und 14,6 % waren mindestens 60 Jahre alt. Das mittlere Alter betrug 34 Jahre. 48,1 % der Bevölkerung waren männlich und 51,9 % weiblich.
Das durchschnittliche Jahreseinkommen lag bei 43.071 $, dabei lebten 15,0 % der Bevölkerung unter der Armutsgrenze.